# الينا سالو
الينا سالو (بالفنلندية: Elina Salo)‏ (و. 1936 – م) هي ممثلة من فنلندا .

## جوائز
حصلت على جوائز منها:
- ميدالية طيلة فنلنديا لنيشان أسد فنلندا  [لغات أخرى]‏ (1987)
- قائد الفنون والآداب.

## روابط خارجية
- الينا سالو على موقع IMDb (الإنجليزية)
- الينا سالو على موقع ألو سيني (الفرنسية)
- الينا سالو على موقع ميوزك برينز (الإنجليزية)
- الينا سالو على موقع أول موفي (الإنجليزية)
- الينا سالو على موقع قاعدة بيانات الأفلام السويدية (السويدية)
- الينا سالو على موقع أول ميوزيك (الإنجليزية)
- الينا سالو على موقع ديسكوغز (الإنجليزية)
- الينا سالو على موقع قاعدة بيانات الفيلم (الإنجليزية)
- الينا سالو على موقع كينوبويسك (الروسية)